# Чемпіонат світу з легкої атлетики 2023
Чемпіонат світу з легкої атлетики 2023 був проведений з 19 по 27 серпня у Будапешті на стадіоні Національного спортивного центру.
Про надання угорській столиці права проводити світову першість було оголошено 4 грудня 2018.
Первісно планувалось, що чемпіонат буде проведений з 26 серпня по 3 вересня. У листопаді 2019 було прийнято рішення перенести дати змагань на тиждень раніше (19-27 серпня).
До фінальної заявки на участь у чемпіонаті потрапило 2187 атлетів з 202 країн. Російські легкоатлети до змагань у Будапешті допущені не були.
До складу збірної України було включено 29 легкоатлетів. Ярослава Магучіх підкорила висоту 201 см і здобула першу за 10 років золоту медаль України на чемпіонатах світу.

## Місце змагань
Всі дисципліни чемпіонату (крім шосейних) пройшли на новому стадіоні, розташованому на східному березі Дунаю у південній частині міста. Арена була спеціально збудована для проведення чемпіонату світу місткістю 35000 глядачів. Після закінчення світової першості концепція використання стадіону передбачає зниження кількості місць до 15000.
Шосейні траси змагань з марафонського бігу та дисциплін спортивної ходьби були прокладені у центральній частині міста.

## Кваліфікаційні нормативи

### Індивідуальні дисципліни
Кожен атлет міг потрапити до заявки на чемпіонат в індивідуальній дисципліні в один із чотирьох способів:
- виконати кваліфікаційний норматив (англ. Entry Standard) упродовж встановленого періоду; або
- посісти на визначених змаганнях певне місце (англ. Finishing Position); або
- отримати вайлд-кард (англ. Wild Card); або
- мати необхідний рейтинг (англ. World Ranking Position).

Кожна країна могла заявити до однієї дисципліни до трьох (за наявності атлета, який мав вайлд-кард, — до чотирьох) атлетів.

### Естафетні дисципліни
В естафетних дисциплінах команди могли бути заявлені на чемпіонат в один із двох способів:
- посісти 1-8 місця у фінальних забігах на чемпіонаті світу-2022; або
- мати необхідний рейтинг (англ. World Ranking Position).

У кожній естафетній дисципліні країна могла бути представлена лише однією командою.

## Розклад
На чемпіонаті упродовж 9 змагальних днів було розіграно 49 комплектів нагород у 24 видах серед чоловіків, 24 видах серед жінок та в 1 змішаній дисципліні. Кожен змагальний день складався із ранкової та вечірньої програми, за виключенням третього і четвертого днів, на які припадала лише вечірня програма.

## Призери та фіналісти

### Чоловіки
| Місце | Атлет                       | Результат |
| ----- | --------------------------- | --------- |
| 1     | Ноа Лайлс США               | 9,83 =WL  |
| 2     | Леціле Тебого Ботсвана      | 9,88 NR   |
| 3     | Жарнел Г'юз Велика Британія | 9,88      |
| 4     | Облік Севілл Ямайка         | 9,88      |
| 5     | Крістіан Коулмен США        | 9,92      |
| 6     | Абдул Сані Браун Японія     | 10,04     |
| 7     | Фердінанд Оманьяла Кенія    | 10,07     |
| 8     | Раєм Форд Ямайка            | 10,08     |

| Місце | Атлет                                     | Результат |
| ----- | ----------------------------------------- | --------- |
| 1     | Ноа Лайлс США                             | 19,52     |
| 2     | Еррійон Найтон США                        | 19,75     |
| 3     | Леціле Тебого Ботсвана                    | 19,81     |
| 4     | Жарнел Г'юз Велика Британія               | 20,02     |
| 5     | Кеннет Беднарек США                       | 20,07     |
| 6     | Андре де Грассе Канада                    | 20,14     |
| 7     | Алехандер Огандо Домініканська Республіка | 20,23     |
| 8     | Ендрю Гадсон Ямайка                       | 20,40     |

| Місце | Атлет                                | Результат |
| ----- | ------------------------------------ | --------- |
| 1     | Антоніо Ватсон Ямайка                | 44,22     |
| 2     | Меттью Гадсон-Сміт Велика Британія   | 44,31     |
| 3     | Квінсі Голл США                      | 44,37 PB  |
| 4     | Вернон Норвуд США                    | 44,39     |
| 5     | Шон Бейлі Ямайка                     | 44,96     |
| 6     | Говард Бентдаль Інгвальдсен Норвегія | 45,08     |
| 7     | Вайде ван Нікерк ПАР                 | 45,11     |
|       | Кірані Джеймс Гренада                | DQ        |

| Місце | Атлет                        | Результат |
| ----- | ---------------------------- | --------- |
| 1     | Марко Ароп Канада            | 1.44,24   |
| 2     | Еммануель Ваньйоньї Кенія    | 1.44,53   |
| 3     | Бен Паттісон Велика Британія | 1.44,83   |
| 4     | Адріан Бен Іспанія           | 1.44,91   |
| 5     | Сліман Мула Алжир            | 1.44,95   |
| 6     | Тшепісо Масалела Ботсвана    | 1.45,57   |
| 7     | Брайс Гоппел США             | 1.46,02   |
| —     | Джамель Седжаті Алжир        | DQ        |

| Місце | Атлет                       | Результат  |
| ----- | --------------------------- | ---------- |
| 1     | Джош Керр Велика Британія   | 3.29,38 SB |
| 2     | Якоб Інгебрігтсен Норвегія  | 3.29,65    |
| 3     | Нарве Гільє Нордос Норвегія | 3.29,68    |
| 4     | Абель Кіпсанг Кенія         | 3.29,89    |
| 5     | Яред Нугусе США             | 3.30,25    |
| 6     | Маріо Гарсія Іспанія        | 3.30,26    |
| 7     | Коул Гокер США              | 3.30,70 PB |
| 8     | Рейнольд Черуйот Кенія      | 3.30,78    |

| Місце | Атлет                      | Результат   |
| ----- | -------------------------- | ----------- |
| 1     | Якоб Інгебрігтсен Норвегія | 13.11,30 SB |
| 2     | Мохамед Катір Іспанія      | 13.11,44    |
| 3     | Джейкоб Кроп Кенія         | 13.12,28    |
| 4     | Луїс Гріхальва Гватемала   | 13.12,50    |
| 5     | Йоміф Кеджельча Ефіопія    | 13.12,51    |
| 6     | Хагос Гебрхівет Ефіопія    | 13.12,65    |
| 7     | Мохаммед Ахмед Канада      | 13.12,92    |
| 8     | Беріху Арегаві Ефіопія     | 13.12,99    |

| Місце | Атлет                   | Результат   |
| ----- | ----------------------- | ----------- |
| 1     | Джошуа Чептегеї Уганда  | 27.51,42 SB |
| 2     | Данієль Ебеньйо Кенія   | 27.52,60    |
| 3     | Селемон Барега Ефіопія  | 27.52,72    |
| 4     | Беріху Арегаві Ефіопія  | 27.55,71    |
| 5     | Бенард Кібет Кенія      | 27.56,27    |
| 6     | Мохаммед Ахмед Канада   | 27.56,43 SB |
| 7     | Родріге Квізера Бурунді | 28.00,29 SB |
| 8     | Ніколас Кіпкорір Кенія  | 28.03,38    |

| Місце | Атлет                    | Результат |
| ----- | ------------------------ | --------- |
| 1     | Грант Голловей США       | 12,96 SB  |
| 2     | Генсл Парчмент Ямайка    | 13,07 SB  |
| 3     | Денієл Робертс США       | 13,09     |
| 4     | Фредді Кріттенден США    | 13,16 SB  |
| 5     | Ідзумія Сунсуке Японія   | 13,19     |
| 6     | Саша Жоя Франція         | 13,26     |
| 7     | Джейсон Джозеф Швейцарія | 13,28     |
| 8     | Вілем Белосьян Франція   | 13,32     |

| Місце | Атлет                                           | Результат |
| ----- | ----------------------------------------------- | --------- |
| 1     | Карстен Варгольм Норвегія                       | 46,89     |
| 2     | Кайрон Мак-Мастер Британські Віргінські Острови | 47,34     |
| 3     | Рай Бенджамін США                               | 47,56     |
| 4     | Рошон Кларк Ямайка                              | 48,07     |
| 5     | Алісон дус Сантус Бразилія                      | 48,10     |
| 6     | Тревор Бассітт США                              | 48,22     |
| 7     | Расмус Мягі Естонія                             | 48,33     |
| 8     | Джошуа Абуаку Німеччина                         | 48,53     |

| Місце | Атлет                      | Результат  |
| ----- | -------------------------- | ---------- |
| 1     | Суф'ян ель Баккалі Марокко | 8.03,53    |
| 2     | Ламеча Гірма Ефіопія       | 8.05,44    |
| 3     | Абрахам Кібівот Кенія      | 8.11,98    |
| 4     | Леонард Бетт Кенія         | 8.12,26    |
| 5     | Джордж Біміш Нова Зеландія | 8.13,46    |
| 6     | Міура Рюдзі Японія         | 8.13,70    |
| 7     | Саймон Коеч Кенія          | 8.14,37    |
| 8     | Жан-Сімон Деганьє Канада   | 8.15,58 PB |

| Місце | Команда                                                                                       | Результат |
| ----- | --------------------------------------------------------------------------------------------- | --------- |
| 1     | СШАКрістіан Коулмен Фред Керлі Брендон Карнс Ноа Лайлс Джейті Сміт (забіг)                    | 37,38 WL  |
| 2     | ІталіяРоберто Рігалі Марселл Джейкобс Лоренцо Патта Філіппо Торту                             | 37,62 SB  |
| 3     | ЯмайкаАкім Блейк Облік Севілл Раєм Форд Рохан Ватсон                                          | 37,76     |
| 4     | Велика БританіяДжеремая Азу Жарнел Г'юз Адам Джемілі Юджин Амо-Дедзі Джона Ефолоко (забіг)    | 37,80 SB  |
| 5     | ЯпоніяСакай Рюйтіро Янагіта Хірокі Койке Юкі Абдул Сані Браун                                 | 37,83     |
| 6     | ФранціяМеба Мікаель Зезе Пабло Матео Раян Зезе Муамаду Фаль                                   | 38,06     |
|       | ПАРШон Масванганьї Бенджамін Річардсон Кларенс Муньяї Акані Сімбіне                           | DNF       |
|       | БразиліяРодрігу ду Насіменту Жоржі Відес Ерік Кардозу Феліпе Барді Паулу Андре Камілу (забіг) | DQ        |

| Місце | Команда | Результат  |
| ----- | --- | ---------- |
| 1     | СШАКвінсі Голл Вернон Норвуд Джастін Робінсон Рай Бенджамін Тревор Бассітт (забіг) Метью Болінг (забіг) Крістофер Бейлі (забіг) | 2.57,31 WL |
| 2     | ФранціяЛюдві Ваян Жиль Бірон Давід Сомб Тео Андан Лоїк Прево (забіг)                                                            | 2.58,45 NR |
| 3     | Велика БританіяАлекс Гейдок-Вілсон Чарльз Добсон Льюїс Дейві Ріо Мітчем                                                         | 2.58,71 SB |
| 4     | ЯмайкаРушин Мак-Дональд Рошон Кларк Зандріон Барнз Антоніо Ватсон Джевон Пауелл (забіг) Дандре Андерсон (забіг)                 | 2.59,34 SB |
| 5     | ІндіяМухаммед Яхія Амодж Джейкоб Мухаммед Варіятоді Раджеш Рамеш                                                                | 2.59,92    |
| 6     | НідерландиІсая Бурс Терренс Агард Ремсі Анджела Ісая Клейн Іккінк Лімарвін Боневасія (забіг)                                    | 3.00,40    |
| 7     | ІталіяЕдоардо Скотті Ріккардо Мелі Лоренцо Бенаті Давіде Ре Алессандро Сібіліо (забіг)                                          | 3.01,23    |
|       | БотсванаЗібане Нгозі Баболокі Тебе Лаоне Дітшетело Леунго Скотч                                                                 | DQ         |

| Місце | Атлет                       | Результат  |
| ----- | --------------------------- | ---------- |
| 1     | Віктор Кіплангат Уганда     | 2:08.53    |
| 2     | Мару Тефері Ізраїль         | 2:09.12 SB |
| 3     | Леуль Гебресіласе Ефіопія   | 2:09.19    |
| 4     | Тебелло Рамаконгоана Лесото | 2:09.57 PB |
| 5     | Стівен Кісса Уганда         | 2:10.22    |
| 6     | Мількеса Менгеша Ефіопія    | 2:10.43    |
| 7     | Гассан Чахді Франція        | 2:09.45 SB |
| 8     | Тітус Кіпруто Кенія         | 2:10.47    |

| Місце | Атлет                         | Результат  |
| ----- | ----------------------------- | ---------- |
| 1     | Альваро Мартін Іспанія        | 1:17.32 WL |
| 2     | Персеус Карлстрем Швеція      | 1:17.39 NR |
| 3     | Каю Бонфін Бразилія           | 1:17.47 NR |
| 4     | Еван Данфі Канада             | 1:18.03 NR |
| 5     | Крістофер Лінке Німеччина     | 1:18.12 NR |
| 6     | Велі-Матті Партанен Фінляндія | 1:18.22 NR |
| 7     | Браян Пінтадо Еквадор         | 1:18.26 PB |
| 8     | Деклан Тінгей Австралія       | 1:18.30 PB |

| Місце | Атлет                     | Результат  |
| ----- | ------------------------- | ---------- |
| 1     | Альваро Мартін Іспанія    | 2:24.30 NR |
| 2     | Браян Пінтадо Еквадор     | 2:24.34 AR |
| 3     | Кавано Масатора Японія    | 2:25.12 SB |
| 4     | Еван Данфі Канада         | 2:25.28 SB |
| 5     | Крістофер Лінке Німеччина | 2:25.35 NR |
| 6     | Нода Томохіро Японія      | 2:25.50    |
| 7     | Массімо Стано Італія      | 2:25.39 SB |
| 8     | Персеус Карлстрем Швеція  | 2:27.03 SB |

| Місце | Атлет                     | Результат |
| ----- | ------------------------- | --------- |
| 1     | Джанмарко Тамбері Італія  | 2,36 =WL  |
| 2     | Джувонн Гаррісон США      | 2,36 =WL  |
| 3     | Мутаз Есса Баршим Катар   | 2,33      |
| 4     | Луїс Енріке Саяс Куба     | 2,33 =PB  |
| 5     | Тобіас Потьє Німеччина    | 2,33      |
| 6     | У Сан Хьок Південна Корея | 2,29      |
| 7     | Шелбі Мак-Юен США         | 2,33 SB   |
| 8     | Акамацу Рейті Японія      | 2,25      |
| 8     | Брендон Старк Австралія   | 2,25      |

| Місце | Атлет                        | Результат |
| ----- | ---------------------------- | --------- |
| 1     | Арман Дюплантіс Швеція       | 6,10      |
| 2     | Ернест Джон Об'єна Філіппіни | 6,00 =AR  |
| 3     | Кертіс Маршалл Австралія     | 5,95 =PB  |
| 3     | Крістофер Нільсен США        | 5,95 SB   |
| 5     | Тібо Колле Франція           | 5,90 PB   |
| 6     | Хуан Бокай КНР               | 5,75 =PB  |
| 7     | Бен Брудерс Бельгія          | 5,75      |
| 8     | Зак Мак-Вортер США           | 5,75      |

| Місце | Атлет                      | Результат |
| ----- | -------------------------- | --------- |
| 1     | Мільтіадіс Тентоглу Греція | 8,52 SB   |
| 2     | Вейн Піннок Ямайка         | 8,50      |
| 3     | Таджей Гейл Ямайка         | 8,27 =SB  |
| 4     | Кері Мак-Леод Ямайка       | 8,27      |
| 5     | Ван Цзянань КНР            | 8,05      |
| 6     | Тобіас Монтлер Швеція      | 8,00      |
| 7     | Радек Юшка Чехія           | 7,98      |
| 8     | Вільям Вільямс США         | 7,94      |

| Місце | Атлет                        | Результат |
| ----- | ---------------------------- | --------- |
| 1     | Уг Фабріс Занго Буркіна-Фасо | 17,64     |
| 2     | Ласаро Мартінес Куба         | 17,41     |
| 3     | Крістіан Наполес Куба        | 17,40 PB  |
| 4     | Чжу Ямін КНР                 | 17,15     |
| 5     | Яссер Трікі Алжир            | 17,01     |
| 6     | Фан Яоцін КНР                | 17,01     |
| 7     | Вілл Клей США                | 16,99 SB  |
| 8     | Еммануель Іхемедже Італія    | 16,91     |

| Місце | Атлет                    | Результат |
| ----- | ------------------------ | --------- |
| 1     | Раян Кроузер США         | 23,51 CR  |
| 2     | Леонардо Фаббрі Італія   | 22,34 PB  |
| 3     | Джо Ковач США            | 22,12     |
| 4     | Томас Волш Нова Зеландія | 22,05     |
| 5     | Пейтон Оттердал США      | 21,86     |
| 6     | Джако Гілл Нова Зеландія | 21,76     |
| 7     | Філіп Міхалевич Хорватія | 21,57     |
| 8     | Дарлан Романі Бразилія   | 21,41     |

| Місце | Атлет                       | Результат |
| ----- | --------------------------- | --------- |
| 1     | Данієль Штоль Швеція        | 71,46 CR  |
| 2     | Крістьян Чех Словенія       | 70,02     |
| 3     | Міколас Алекна Литва        | 68,85     |
| 4     | Меттью Денні Австралія      | 68,24 NR  |
| 5     | Федрік Дакрес Ямайка        | 66,72     |
| 6     | Андрюс Гудзюс Литва         | 66,16     |
| 7     | Лукас Вайсгайдінгер Австрія | 65,54     |
| 8     | Генрік Янссен Німеччина     | 63,80     |

| Місце | Атлет                    | Результат |
| ----- | ------------------------ | --------- |
| 1     | Ітан Кацберг Канада      | 81,25 NR  |
| 2     | Войцех Новицький Польща  | 81,02     |
| 3     | Бенце Халас Угорщина     | 80,82 SB  |
| 4     | Павел Файдек Польща      | 80,00 SB  |
| 5     | Михайло Кохан Україна    | 79,59 SB  |
| 6     | Денієл Го США            | 78,64 SB  |
| 7     | Ейвін Генріксен Норвегія | 77,06 SB  |
| 8     | Руді Вінклер США         | 76,04     |

| Місце | Атлет                     | Результат |
| ----- | ------------------------- | --------- |
| 1     | Нірадж Чопра Індія        | 88,17     |
| 2     | Аршад Надім Пакистан      | 87,82 SB  |
| 3     | Якуб Вадлейх Чехія        | 86,67     |
| 4     | Юліан Вебер Німеччина     | 85,79     |
| 5     | Кішор Джена Індія         | 84,77 PB  |
| 6     | Деваракешаві Ману Індія   | 84,14     |
| 7     | Олівер Хеландер Фінляндія | 83,38     |
| 8     | Едіс Матусевічус Литва    | 82,29     |

| Місце | Атлет                    | Результат |
| ----- | ------------------------ | --------- |
| 1     | Пірс Лепаж Канада        | 8909 WL   |
| 2     | Даміан Ворнер Канада     | 8804 SB   |
| 3     | Ліндон Віктор Гренада    | 8756 NR   |
| 4     | Карел Тілга Естонія      | 8681 PB   |
| 5     | Лео Нойгебауер Німеччина | 8645      |
| 6     | Янек Ийглане Естонія     | 8524 PB   |
| 7     | Гаррісон Вільямс США     | 8500      |
| 8     | Маркус Рут Норвегія      | 8491      |

### Жінки
| Місце | Атлетка                        | Результат |
| ----- | ------------------------------ | --------- |
| 1     | Шакеррі Річардсон США          | 10,65 CR  |
| 2     | Шеріка Джексон Ямайка          | 10,72     |
| 3     | Шеллі-Енн Фрейзер-Прайс Ямайка | 10,77 SB  |
| 4     | Марі-Жозе Та Лу Кот-д'Івуар    | 10,81     |
| 5     | Джульєн Альфред Сент-Люсія     | 10,93     |
| 6     | Ева Свобода Польща             | 10,97 PB  |
| 7     | Бріттані Браун США             | 10,97     |
| 8     | Діна Ашер-Сміт Велика Британія | 11,00     |

| Місце | Атлетка                           | Результат |
| ----- | --------------------------------- | --------- |
| 1     | Шеріка Джексон Ямайка             | 21,41 CR  |
| 2     | Габрієль Томас США                | 21,81     |
| 3     | Шакеррі Річардсон США             | 21,92 PB  |
| 4     | Джульєн Альфред Сент-Люсія        | 22,05     |
| 5     | Дерілл Нейта Велика Британія      | 22,16 PB  |
| 6     | Антонік Стракан Багамські Острови | 22,29     |
| 7     | Діна Ашер-Сміт Велика Британія    | 22,34     |
| 8     | Марі-Жозе Та Лу Кот-д'Івуар       | 22,64     |

| Місце | Атлетка                                    | Результат |
| ----- | ------------------------------------------ | --------- |
| 1     | Марілейді Пауліно Домініканська Республіка | 48,76 NR  |
| 2     | Наталя Качмарек Польща                     | 49,57     |
| 3     | Сада Вільямс Барбадос                      | 49,60     |
| 4     | Расідат Аделеке Ірландія                   | 50,13     |
| 5     | Синтія Болінго Бельгія                     | 50,33     |
| 6     | Ліке Клавер Нідерланди                     | 50,33     |
| 7     | Кендіс Мак-Леод Ямайка                     | 51,08     |
| 8     | Таліта Діггс США                           | 51,25     |

| Місце | Атлетка                         | Результат  |
| ----- | ------------------------------- | ---------- |
| 1     | Мері Мораа Кенія                | 1.56,03 PB |
| 2     | Кілі Годжкінсон Велика Британія | 1.56,34    |
| 3     | Атінг Му США                    | 1.56,61 SB |
| 4     | Ревін Роджерс США               | 1.57,45 SB |
| 5     | Джемма Рікі Велика Британія     | 1.57,72    |
| 6     | Ніа Акінс США                   | 1.57,73 PB |
| 7     | Адель Трейсі Ямайка             | 1.58,41 PB |
| 8     | Галіма Накаї Уганда             | 1.59,18    |

| Місце | Атлетка                      | Результат  |
| ----- | ---------------------------- | ---------- |
| 1     | Фейт Кіп'єгон Кенія          | 3.54,87    |
| 2     | Дірібе Велтеджі Ефіопія      | 3.55,69    |
| 3     | Сіфан Гассан Нідерланди      | 3.56,00    |
| 4     | Кіара Магієн Ірландія        | 3.56,61 NR |
| 5     | Неллі Чепчірчір Кенія        | 3.57,90 PB |
| 6     | Лора М'юр Велика Британія    | 3.58,58    |
| 7     | Джессіка Галл Австралія      | 3.59,54    |
| 8     | Кеті Сноуден Велика Британія | 3.59,65    |

| Місце | Атлетка                  | Результат |
| ----- | ------------------------ | --------- |
| 1     | Фейт Кіп'єгон Кенія      | 14.53,88  |
| 2     | Сіфан Гассан Нідерланди  | 14.54,11  |
| 3     | Беатріс Чебет Кенія      | 14.54,33  |
| 4     | Маргарет Кіпкембої Кенія | 14.56,62  |
| 5     | Еджгаєху Тає Ефіопія     | 14.56,85  |
| 6     | Медіна Ейса Ефіопія      | 14.58,23  |
| 7     | Фревейні Хайлу Ефіопія   | 14.58,31  |
| 8     | Танака Нодзомі Японія    | 14.58,99  |

| Місце | Атлетка                               | Результат   |
| ----- | ------------------------------------- | ----------- |
| 1     | Гудаф Цегай Ефіопія                   | 31.27,18    |
| 2     | Летесенбет Гідей Ефіопія              | 31.28,16 SB |
| 3     | Еджгаєху Тає Ефіопія                  | 31.28,31    |
| 4     | Іріне Джепчумба Кімайс Кенія          | 31.32,19 SB |
| 5     | Алісія Монсон США                     | 31.32,29    |
| 6     | Агнес Джебет Нгетіч Кенія             | 31.34,83 PB |
| 7     | Хіронака Ріріка Японія                | 31.35,12 SB |
| 8     | Джессіка Ворнер-Джадд Велика Британія | 31.35,38    |

| Місце | Атлетка                          | Результат |
| ----- | -------------------------------- | --------- |
| 1     | Данієль Вільямс Ямайка           | 12,43 SB  |
| 2     | Ясмін Камачо-Квінн Пуерто-Рико   | 12,44     |
| 3     | Кендра Гаррісон США              | 12,46     |
| 4     | Девінн Чарлтон Багамські Острови | 12,52     |
| 5     | Акера Нюджент Ямайка             | 12,61     |
| 6     | Тобі Амусан Нігерія              | 12,62     |
| 7     | Дітаджі Камбунджі Швейцарія      | 12,70     |
| 8     | Ніа Алі США                      | 12,78     |

| Місце | Атлетка                  | Результат |
| ----- | ------------------------ | --------- |
| 1     | Фемке Бол Нідерланди     | 51,70     |
| 2     | Шам'єр Літтл США         | 52,80 SB  |
| 3     | Рашелл Клейтон Ямайка    | 52,81 PB  |
| 4     | Кемі Адекоя Бахрейн      | 53,09 AR  |
| 5     | Анна Кокрелл США         | 53,34 PB  |
| 6     | Айоміде Фолорунсо Італія | 54,19     |
| 7     | Дженів Расселл Ямайка    | 54,28     |
| 8     | Андренетт Найт Ямайка    | 55,20     |

| Місце | Атлетка                        | Результат  |
| ----- | ------------------------------ | ---------- |
| 1     | Вінфред Яві Бахрейн            | 8.54,29 WL |
| 2     | Беатріс Чепкоеч Кенія          | 8.58,98 SB |
| 3     | Фейт Черотіч Кенія             | 9.00,69 PB |
| 4     | Зерфе Вондермагень Ефіопія     | 9.05,51    |
| 5     | Аліс Фіно Франція              | 9.06,15 NR |
| 6     | Маруша Міщмащ-Зрімшек Словенія | 9.06,37 NR |
| 7     | Перут Чемутаї Уганда           | 9.10,26 SB |
| 8     | Луїза Гега Албанія             | 9.10,27 SB |

| Місце | Команда | Результат |
| ----- | --- | --------- |
| 1     | СШАТамарі Девіс Тваніша Террі Габрієль Томас Шакеррі Річардсон Тамара Кларк (забіг) Мелісса Джефферсон (забіг)              | 41,03 CR  |
| 2     | ЯмайкаНаташа Моррісон Шеллі-Енн Фрейзер-Прайс Сашалі Форбс Шеріка Джексон Бріана Вільямс (забіг) Елейн Томпсон-Гера (забіг) | 41,21 SB  |
| 3     | Велика БританіяАша Філіп Імані Лансіквот Б'янка Вільямс Дерілл Нейта Енні Тегоу (забіг)                                     | 41,97 SB  |
| 4     | ІталіяЗейнаб Доссо Далія Каддарі Анна Бонджорні Алессія Павезе                                                              | 42,49     |
| 5     | ПольщаПія Скшишовська Христина Тимановська Магдалена Стефанович Ева Свобода                                                 | 42,66     |
| 6     | НімеччинаЛуїзе Віланд Зіна Маєр Джина Люкенкемпер Ребекка Гаазе                                                             | 42,98     |
|       | НідерландиНкетія Седо Ліке Клавер Надін Віссер Таса Їя Маріє ван Гуненстейн (забіг) Яміле Самуел (забіг)                    | DNF       |
|       | Кот-д'ІвуарМюріель Ауре-Демп Марі-Жозе Та Лу Джессіка Гбаї Мабунду Коне                                                     | DNF       |
|       | ШвейцаріяНаташа Куні Саломе Кора Жеральдін Фрей Мелісса Гутшмідт                                                            | DQ        |

| Місце | Команда | Результат  |
| ----- | --- | ---------- |
| 1     | НідерландиЕвеліне Салберг Ліке Клавер Кателейн Петерс Фемке Бол Лісанне де Вітте (забіг)                     | 3.20,72 WL |
| 2     | ЯмайкаКендіс Мак-Леод Дженів Расселл Нікіша Прайс Стейсі Енн Вільямс Чарокі Янг (забіг) Шаєнн Селмон (забіг) | 3.20,88 SB |
| 3     | Велика БританіяЛавіаї Нільсен Амбер Аннінг Ама Піпі Ніколь Єргін Ємі Мері Джон (забіг)                       | 3.21,04 SB |
| 4     | КанадаЗої Шерар Аянна Стіверн Кайра Константайн Грейс Конрад                                                 | 3.22,42 SB |
| 5     | БельгіяЕлена Понетт Імке Верват Ханне Клас Каміль Лаус Наомі ван ден Брук (забіг)                            | 3.22,84 SB |
| 6     | ПольщаАліція Врона-Кутшепа Маріка Попович-Драпала Патриція Вичишкевич-Завадська Наталя Качмарек'             | 3.24,93    |
| 7     | ІталіяАліче Манджоне Анна Полінарі Алессандра Бонора Джанкарла Тревізан Айоміде Фолорунсо (забіг)            | 3.24,98 NR |
| 8     | ІрландіяСофі Бекер Ройзін Гаррісон Келлі Мак-Грорі Шарлін Модслі                                             | 3.27,08    |

| Місце | Атлетка                      | Результат  |
| ----- | ---------------------------- | ---------- |
| 1     | Амане Берісо Шанкуле Ефіопія | 2:24.32 SB |
| 2     | Готітом Гебресласе Ефіопія   | 2:24.34 SB |
| 3     | Фатіма Гардаді Марокко       | 2:25.17    |
| 4     | Лона Салпетер Ізраїль        | 2:25.38 SB |
| 5     | Ялемзерф Єгуалев Ефіопія     | 2:26.13    |
| 6     | Розмарі Ванджіру Кенія       | 2:26.42    |
| 7     | Саллі Чеп'єго Каптіч Кенія   | 2:27.09    |
| 8     | Назрет Вельду Еритрея        | 2:27.23 SB |

| Місце | Атлетка                     | Результат  |
| ----- | --------------------------- | ---------- |
| 1     | Марія Перес Іспанія         | 1:26.51    |
| 2     | Джемайма Монтаг Австралія   | 1:27.16 AR |
| 3     | Антонелла Пальмізано Італія | 1:27.26 SB |
| 4     | Кімберлі Гарсія Леон Перу   | 1:27.32    |
| 5     | Алегна Гонсалес Мексика     | 1:27.36    |
| 6     | Гленда Морехон Еквадор      | 1:27.40 SB |
| 7     | Ма Чженься КНР              | 1:28.30    |
| 8     | Вівіане Ліра Бразилія       | 1:28.36 PB |

| Місце | Атлетка                     | Результат  |
| ----- | --------------------------- | ---------- |
| 1     | Марія Перес Іспанія         | 2:38.40 CR |
| 2     | Кімберлі Гарсія Леон Перу   | 2:40.52    |
| 3     | Антігоні Дрісбіоті Греція   | 2:43.22 SB |
| 4     | Вівіане Ліра Бразилія       | 2:44.40 NR |
| 5     | Крістіна Монтесінос Іспанія | 2:45.32 PB |
| 6     | Евелін Інга Перу            | 2:46.18 PB |
| 7     | Сонода Серена Японія        | 2:46.32    |
| 8     | Ольга Хоєцька Польща        | 2:46.48 PB |

| Місце | Атлетка                     | Результат |
| ----- | --------------------------- | --------- |
| 1     | Ярослава Магучіх Україна    | 2,01      |
| 2     | Елеанор Паттерсон Австралія | 1,99 SB   |
| 3     | Нікола Оліслагерс Австралія | 1,99      |
| 4     | Морган Лейк Велика Британія | 1,97      |
| 5     | Ламара Дістін Ямайка        | 1,94      |
| 5     | Ірина Геращенко Україна     | 1,94      |
| 7     | Ангеліна Топич Сербія       | 1,94      |
| 8     | Крістіна Гонзель Німеччина  | 1,94      |

| Місце | Атлетка                      | Результат |
| ----- | ---------------------------- | --------- |
| 1     | Ніна Кеннеді Австралія       | 4,90 =WL  |
| 1     | Кеті Мун США                 | 4,90 =WL  |
| 3     | Вілма Мурто Фінляндія        | 4,80 =SB  |
| 4     | Тіна Шутей Словенія          | 4,80 NR   |
| 5     | Моллі Кодері Велика Британія | 4,75 PB   |
| 5     | Ангеліка Мозер Швейцарія     | 4,75 PB   |
| 7     | Сенді Морріс США             | 4,65      |
| 8     | Робейліс Пейнадо Венесуела   | 4,65 =SB  |

| Місце | Атлетка                       | Результат |
| ----- | ----------------------------- | --------- |
| 1     | Івана Вулета Сербія           | 7,14 WL   |
| 2     | Тара Девіс-Вудхолл США        | 6,91      |
| 3     | Аліна Ротару-Коттманн Румунія | 6,88      |
| 4     | Есе Бруме Нігерія             | 6,84 SB   |
| 5     | Ларісса Япікіно Італія        | 6,82      |
| 6     | Фатіма Діаме Іспанія          | 6,82 =PB  |
| 7     | Марте Коала Буркіна-Фасо      | 6,68      |
| 8     | Тессі Ебоселе Іспанія         | 6,62      |

| Місце | Атлетка                     | Результат |
| ----- | --------------------------- | --------- |
| 1     | Юлімар Рохас Венесуела      | 15,08     |
| 2     | Марина Бех-Романчук Україна | 15,00 SB  |
| 3     | Леяніс Перес Куба           | 14,96     |
| 4     | Шаніка Рікеттс Ямайка       | 14,92 SB  |
| 5     | Теа Лафонд Домініка         | 14,90 NR  |
| 6     | Льядагміс Повея Куба        | 14,86 SB  |
| 7     | Кімберлі Вільямс Ямайка     | 14,38 SB  |
| 8     | Дар'я Деркач Італія         | 14,36 SB  |

| Місце | Атлетка                       | Результат |
| ----- | ----------------------------- | --------- |
| 1     | Чейз Ілі США                  | 20,43 SB  |
| 2     | Сара Міттон Канада            | 20,08 SB  |
| 3     | Ґун Ліцзяо КНР                | 19,69     |
| 4     | Оріоль Донгмо Португалія      | 19,69     |
| 5     | Данніель Томас-Додд Ямайка    | 19,59     |
| 6     | Меггі Юен США                 | 19,51     |
| 7     | Медісон-Лі Віше Нова Зеландія | 19,47 SB  |
| 8     | Джессіка Схілдер Нідерланди   | 19,26     |

| Місце | Атлетка                        | Результат |
| ----- | ------------------------------ | --------- |
| 1     | Лаулауга Таусага США           | 69,49 PB  |
| 2     | Валарі Олман США               | 69,23     |
| 3     | Фен Бінь КНР                   | 68,20 SB  |
| 4     | Йорінде ван Клінкен Нідерланди | 67,20 SB  |
| 5     | Сандра Перкович Хорватія       | 66,57 SB  |
| 6     | Крістін Пуденц Німеччина       | 65,96     |
| 7     | Шаніс Крафт Німеччина          | 65,47     |
| 8     | Ліліана Ка Португалія          | 63,59     |

| Місце | Атлетка                  | Результат |
| ----- | ------------------------ | --------- |
| 1     | Кемрін Роджерс Канада    | 77,22     |
| 2     | Джейні Кассанавойд США   | 76,36     |
| 3     | Деанна Прайс США         | 75,41     |
| 4     | Ганна Скидан Азербайджан | 74,18     |
| 5     | Сілья Косонен Фінляндія  | 73,89     |
| 6     | Сара Фантіні Італія      | 73,85 SB  |
| 7     | Б'янка Гелбер Румунія    | 73,70     |
| 8     | Ван Чжен КНР             | 72,14     |

| Місце | Атлетка                   | Результат |
| ----- | ------------------------- | --------- |
| 1     | Кітаґуті Харука Японія    | 66,73     |
| 2     | Флор Руїс Колумбія        | 65,47 AR  |
| 3     | Маккензі Літтл Австралія  | 63,38     |
| 4     | Анете Коциня Латвія       | 63,18 SB  |
| 5     | Вікторія Гадсон Австрія   | 62,92     |
| 6     | Лю Шиїн КНР               | 61,66 SB  |
| 7     | Келсі-Лі Барбер Австралія | 61,19     |
| 8     | Жусілене ді Ліма Бразилія | 60,34     |

| Місце | Атлетка                                  | Результат |
| ----- | ---------------------------------------- | --------- |
| 1     | Катаріна Джонсон-Томпсон Велика Британія | 6740 SB   |
| 2     | Анна Голл США                            | 6720      |
| 3     | Анук Веттер Нідерланди                   | 6501      |
| 4     | Ксенія Кріжан Угорщина                   | 6479      |
| 5     | Емма Остервегел Нідерланди               | 6464      |
| 6     | Нор Відтс Бельгія                        | 6450      |
| 7     | Софі Вайссенберг Німеччина               | 6438      |
| 8     | Чарі Гокінс США                          | 6366      |

### Змішана дисципліна
| \| Місце \| Команда \| Результат \| \| ----- \| ------------------------------------------------------------------------------------------------------------------------ \| ---------- \| \| 1 \| СШАДжастін Робінсон Роузі Еффіонг Метью Болінг Алексіс Голмс Раян Віллі (забіг) \| 3.08,80 WR \| \| 2 \| Велика БританіяЛьюїс Дейві Лавіаї Нільсен Ріо Мітчем Ємі Мері Джон Джозеф Браєр (забіг) \| 3.11,06 NR \| \| 3 \| ЧехіяМатей Крсек Тереза Петржилкова Патрік Шорм Лада Вондрова \| 3.11,98 NR \| \| 4 \| ФранціяЖиль Бірон Луїз Мараваль Тео Андан Амандін Броссьє \| 3.12,99 \| \| 5 \| БельгіяРобін Вандербемден Імке Верват Йонатан Борле Каміль Лаус Флоран Мабіль (забіг) \| 3.13,83 \| \| 6 \| ІрландіяПатрік Рафтері Софі Бекер Крістофер О'Доннелл Шарлін Модслі Джек Рафтері (забіг) \| 3.14,13 \| \| 7 \| НімеччинаМануель Зандерс Аліка Шмідт Жан-Поль Бредо Еліза Лехляйтнер Скаді Шієр (забіг) \| 3.14,27 \| \| 8 \| ПольщаІгор Богачинський Патриція Вичишкевич-Завадська Кароль Залевський Маріка Попович-Драпала Каєтан Душинський (забіг) \| 3.15,49 \| | |            |
| Місце | Команда | Результат  |
| 1 | СШАДжастін Робінсон Роузі Еффіонг Метью Болінг Алексіс Голмс Раян Віллі (забіг)                                          | 3.08,80 WR |
| 2 | Велика БританіяЛьюїс Дейві Лавіаї Нільсен Ріо Мітчем Ємі Мері Джон Джозеф Браєр (забіг)                                  | 3.11,06 NR |
| 3 | ЧехіяМатей Крсек Тереза Петржилкова Патрік Шорм Лада Вондрова                                                            | 3.11,98 NR |
| 4 | ФранціяЖиль Бірон Луїз Мараваль Тео Андан Амандін Броссьє                                                                | 3.12,99    |
| 5 | БельгіяРобін Вандербемден Імке Верват Йонатан Борле Каміль Лаус Флоран Мабіль (забіг)                                    | 3.13,83    |
| 6 | ІрландіяПатрік Рафтері Софі Бекер Крістофер О'Доннелл Шарлін Модслі Джек Рафтері (забіг)                                 | 3.14,13    |
| 7 | НімеччинаМануель Зандерс Аліка Шмідт Жан-Поль Бредо Еліза Лехляйтнер Скаді Шієр (забіг)                                  | 3.14,27    |
| 8 | ПольщаІгор Богачинський Патриція Вичишкевич-Завадська Кароль Залевський Маріка Попович-Драпала Каєтан Душинський (забіг) | 3.15,49    |

## Відеозвіти по днях
- День 1 на YouTube
- День 2 на YouTube
- День 3 на YouTube
- День 4 на YouTube
- День 5 на YouTube
- День 6 на YouTube
- День 7 на YouTube
- День 8 на YouTube
- День 9 на YouTube

## Медальний залік
| Місце                | Країна                        | Золото | Срібло | Бронза | Загалом |
| -------------------- | ----------------------------- | ------ | ------ | ------ | ------- |
| 1                    | США                           | 12     | 8      | 9      | 29      |
| 2                    | Канада                        | 4      | 2      | 0      | 6       |
| 3                    | Іспанія                       | 4      | 1      | 0      | 5       |
| 4                    | Ямайка                        | 3      | 5      | 4      | 12      |
| 5                    | Кенія                         | 3      | 3      | 4      | 10      |
| 6                    | Ефіопія                       | 2      | 4      | 3      | 9       |
| 7                    | Велика Британія               | 2      | 3      | 5      | 10      |
| 8                    | Нідерланди                    | 2      | 1      | 2      | 5       |
| 9                    | Норвегія                      | 2      | 1      | 1      | 4       |
| 10                   | Швеція                        | 2      | 1      | 0      | 3       |
| 11                   | Уганда                        | 2      | 0      | 0      | 2       |
| 12                   | Австралія                     | 1      | 2      | 3      | 6       |
| 13                   | Італія                        | 1      | 2      | 1      | 4       |
| 14                   | Україна                       | 1      | 1      | 0      | 2       |
| 15                   | Греція                        | 1      | 0      | 1      | 2       |
| 15                   | Марокко                       | 1      | 0      | 1      | 2       |
| 15                   | Японія                        | 1      | 0      | 1      | 2       |
| 18                   | Індія                         | 1      | 0      | 0      | 1       |
| 18                   | Бахрейн                       | 1      | 0      | 0      | 1       |
| 18                   | Буркіна-Фасо                  | 1      | 0      | 0      | 1       |
| 18                   | Венесуела                     | 1      | 0      | 0      | 1       |
| 18                   | Домініканська Республіка      | 1      | 0      | 0      | 1       |
| 18                   | Сербія                        | 1      | 0      | 0      | 1       |
| 24                   | Польща                        | 0      | 2      | 0      | 2       |
| 25                   | Куба                          | 0      | 1      | 2      | 3       |
| 26                   | Ботсвана                      | 0      | 1      | 1      | 2       |
| 27                   | Ізраїль                       | 0      | 1      | 0      | 1       |
| 27                   | Британські Віргінські Острови | 0      | 1      | 0      | 1       |
| 27                   | Еквадор                       | 0      | 1      | 0      | 1       |
| 27                   | Колумбія                      | 0      | 1      | 0      | 1       |
| 27                   | Пакистан                      | 0      | 1      | 0      | 1       |
| 27                   | Перу                          | 0      | 1      | 0      | 1       |
| 27                   | Пуерто-Рико                   | 0      | 1      | 0      | 1       |
| 27                   | Словенія                      | 0      | 1      | 0      | 1       |
| 27                   | Франція                       | 0      | 1      | 0      | 1       |
| 27                   | Філіппіни                     | 0      | 1      | 0      | 1       |
| 37                   | КНР                           | 0      | 0      | 2      | 2       |
| 37                   | Чехія                         | 0      | 0      | 2      | 2       |
| 39                   | Гренада                       | 0      | 0      | 1      | 1       |
| 39                   | Барбадос                      | 0      | 0      | 1      | 1       |
| 39                   | Бразилія                      | 0      | 0      | 1      | 1       |
| 39                   | Катар                         | 0      | 0      | 1      | 1       |
| 39                   | Литва                         | 0      | 0      | 1      | 1       |
| 39                   | Румунія                       | 0      | 0      | 1      | 1       |
| 39                   | Угорщина                      | 0      | 0      | 1      | 1       |
| 39                   | Фінляндія                     | 0      | 0      | 1      | 1       |
| Загалом (46 збірних) | Загалом (46 збірних)          | 50     | 48     | 50     | 148     |

## Україна на чемпіонаті
До складу збірної України, яка була заявлена до участі в чемпіонаті, було включено 29 легкоатлетів.
| Чоловіки (11) | Чоловіки (11)       | Чоловіки (11) | Чоловіки (11)  |
| Місце         | Атлет               | Дисципліна    | Результат      |
| ------------- | ------------------- | ------------- | -------------- |
|               | Михайло Кохан       | молот         | 79,59 SB       |
|               | Андрій Проценко     | висота        | 2,25 (2,28)[a] |
|               | Олег Дорощук        | висота        | 2,20 (2,28)[a] |
|               | Сергій Світличний   | ходьба 20 км  | 1:22.28 SB     |
|               | Ігор Главан         | ходьба 35 км  | 2:45.18        |
| заб           | Олександр Погорілко | 400 м         | 45,37          |
| кв            | Дмитро Нікітін      | висота        | 2,18           |
| кв            | Владислав Малихін   | жердина       | 5,35           |
| кв            | Роман Кокошко       | ядро          | 19,17          |
| кв            | Артур Фельфнер      | спис          | 73,94          |
| фінал         | Іван Банзерук       | ходьба 35 км  | DNF            |

| Жінки (18) | Жінки (18)          | Жінки (18)   | Жінки (18)       |
| Місце      | Атлетка             | Дисципліна   | Результат        |
| ---------- | ------------------- | ------------ | ---------------- |
| 1          | Ярослава Магучіх    | висота       | 2,01             |
| 2          | Марина Бех-Романчук | потрійний    | 15,00 SB         |
|            | Ірина Геращенко     | висота       | 1,94             |
|            | Олена Собчук        | ходьба 20 км | 1:28.50 PB       |
|            | Людмила Оляновська  | ходьба 20 км | 1:29.36 SB       |
|            | Ганна Шевчук        | ходьба 20 км | 1:31.44 SB       |
|            | Василина Сидорчук   | ходьба 35 км | 2:57.24          |
|            | Аліна Цвілій        | ходьба 35 км | 3:09.23          |
| пф         | Анна Рижикова       | 400 м з/б    | 54,42 SB         |
| пф         | Вікторія Ткачук     | 400 м з/б    | 55,43 (55,05)[a] |
| заб        | Катерина Карпюк     | 400 м        | 52,66            |
| заб        | Наталія Кроль       | 800 м        | 2.01,62          |
| заб        | Ольга Ляхова        | 800 м        | 2.03,11          |
| заб        | Наталія Стребкова   | 3000 м з/п   | 10.02,20         |
| кв         | Марія Сіней         | потрійний    | 13,38            |
| кв         | Ірина Климець       | молот        | 66,87            |
| кв         | Юлія Левченко       | висота       | 1,89             |
| кв         | Юлія Чумаченко      | висота       | 1,85             |
| кв         | Марина Бех-Романчук | довжина      | NM               |

a  У дужках вказаний більш високий результат, що був показаний на попередній стадії чемпіоната (у забігу чи кваліфікації).